# Livo (Lombardia)
Livo (lombardul: Liv) település Olaszországban, Lombardia régióban, Como megyében. Lakosainak száma 172 fő (2023. január 1.). Livo Vercana, Peglio, Domaso, Dosso del Liro, Samolaco, Cama, Graubünden kanton és Gordona községekkel határos.

## Népesség
A település lakossága az elmúlt években az alábbi módon változott:

| 2018 | 171 |
| 2023 | 172 |